# Åbomska badet

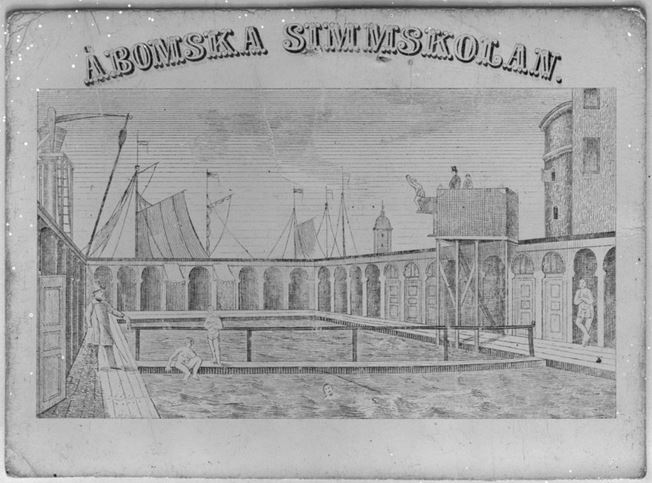
Årskort från Åbomska simskolan. Påskrift på baksidan "Bröderne Axell, August o Oscar Strindberg. W.S. Söderholtz. Hela badtiden år 1856

Åbomska badet, (även Åbomska simskolan) var en kallbadsinrättning på Riddarholmen i Stockholm.
Den första siminrättning i Sverige upprättades i Uppsala vid slutet av 1700-talet av astronomen Jöns Svanberg. 1827 öppnades två anläggningar för män vid Riddarholmen, varav den Åbomska siminrättningen av grosshandlare Olof Åbom på en flottbro intill Sundhetskollegiums hus. De båda anläggningarna tävlade med varandra och kom att erbjuda kostnadsfri simskola till ett stort antal medellösa studerande vid stadens högre och lägre skolor. Åbom dog dock redan 1829, och till minne av honom bildades aktiebolaget Åbomska Sim-Skolae-Inrättningen fördelat på 100 aktier i stärbhusets namn. Platsen för badet förhyrdes på 25 år av Stockholms Drätselkommission
Föreståndare och lärare vid badet var under många år fanjunkaren H. S. Söderholtz. Här verkade också Ossian Edmund Borg som pionjär där han undervisade dövstumma elever från Manillaskolan. 1831 promoverades för första gången en dövstum elev till magister på anläggningen. Borg undervisade även kvinnor och härigenom blev Nancy Edberg magister vid skolan 1851.
Den Åbomska badinrättningen upphörde med verksamheten vid mitten av 1800-talet då staden behövde utvidga ångbåtshamnen på platsen.